# ジャガー・XJR-10
ジャガー・XJR-10は、1989年のIMSA GT選手権参戦用にトム・ウォーキンショー・レーシング（TWR）が製作したプロトタイプレーシングカーである。

## 概要
前年型のXJR-9の発展型で、世界スポーツプロトタイプカー選手権（WSPC）に参戦したXJR-11とほぼ同型車で、シャシーデザインはトニー・サウスゲート。
モノコックはエンジン用の窪みがない以外はXJR-9とほぼ同一のもので、サスペンションもXJR-9とほぼ同一である。
エンジンはMG・メトロ6R4が搭載していた自然吸気のV64Vエンジンをベースとして、ジャガーとTWRの合弁会社ジャガースポーツが、ツインターボエンジンとして発展させたものを搭載する。IMSA規定により排気量は3.0L、エンジンマネージメントシステムはザイテックである。タイヤは1989年はダンロップ、1990年からはグッドイヤーを使用。
1989年第5戦ライムロックでデビュー、いきなり2位に入賞する。その後第10戦ポートランドで初優勝するもなかなか熟成が進まず、シーズン終盤はWSPC同様XJR-9にマシンを戻すなどしたが、最終戦デル・マーで2勝目を上げる。翌1990年は第7戦ライムロック、第11戦ポートランドで2勝を上げるもニッサン、トヨタの前に苦戦、王者獲得はならなかった。1991年シーズンは第2戦ウェスト・パームビーチ、第4戦マイアミで優勝。その後XJR-10の改良型、XJR-16にバトンタッチした。